# FOXL2
FOXL2 (англ. Forkhead box L2) – білок, який кодується однойменним геном, розташованим у людей на короткому плечі 3-ї хромосоми.  Довжина поліпептидного ланцюга білка становить 376 амінокислот, а молекулярна маса — 38 772.
| 10         |  | 20         |  | 30         |  | 40         |  | 50         |
| ---------- |  | ---------- |  | ---------- |  | ---------- |  | ---------- |
| MMASYPEPED |  | AAGALLAPET |  | GRTVKEPEGP |  | PPSPGKGGGG |  | GGGTAPEKPD |
| PAQKPPYSYV |  | ALIAMAIRES |  | AEKRLTLSGI |  | YQYIIAKFPF |  | YEKNKKGWQN |
| SIRHNLSLNE |  | CFIKVPREGG |  | GERKGNYWTL |  | DPACEDMFEK |  | GNYRRRRRMK |
| RPFRPPPAHF |  | QPGKGLFGAG |  | GAAGGCGVAG |  | AGADGYGYLA |  | PPKYLQSGFL |
| NNSWPLPQPP |  | SPMPYASCQM |  | AAAAAAAAAA |  | AAAAGPGSPG |  | AAAVVKGLAG |
| PAASYGPYTR |  | VQSMALPPGV |  | VNSYNGLGGP |  | PAAPPPPPHP |  | HPHPHAHHLH |
| AAAAPPPAPP |  | HHGAAAPPPG |  | QLSPASPATA |  | APPAPAPTSA |  | PGLQFACARQ |
| PELAMMHCSY |  | WDHDSKTGAL |  | HSRLDL     |  |            |  |            |

A: Аланін

C: Цистеїн

D: Аспарагінова кислота

E: Глутамінова кислота

F: Фенілаланін

G: Гліцин

H: Гістидин

I: Ізолейцин

K: Лізин

L: Лейцин

M: Метіонін

N: Аспарагін

P: Пролін

Q: Глутамін

R: Аргінін

S: Серин

T: Треонін

V: Валін

W: Триптофан

Кодований геном білок за функцією належить до фосфопротеїнів. 
Задіяний у таких біологічних процесах як транскрипція, регуляція транскрипції, диференціація, поліморфізм. 
Білок має сайт для зв'язування з ДНК. 
Локалізований у ядрі.